# Riddarholmskyrkans handskrivna koralbok
Riddarholmskyrkans handskrivna koralbok är daterad till 1694. Med tanke på att det kom ut en ny psalmbok året efter är det sannolikt att något slags samband finns. Den är nedskriven av sjungaren i Jacobs kyrka Andreas Laurentii Malmström och förärad Riddarholmskyrkan för att användas där.
Koralboken är källa till minst två psalmmelodier i 1819 års psalmbok, nr 106, dock i en något avvikande form och melodin för en psalm i 1695 års psalmbok nr 340, som bearbetades till nr 53 i 1819 års psalmbok.
Riddarholmshandskriften "Cantional eller Sång Book" finns i Universitetsbiblioteket i Lund.

## Psalmer
- Herre Christ wij tigh nu prise (1819 nr 340) originalform
  - Bereden väg för Herran (1695 nr 1819 nr 53) variant Finns på Wikisource.
- Upp, min tunga, att lovsjunga (1819 nr 106)